# Lijst van Europese kunststromingen
Dit is een chronologische lijst van Europese kunststromingen. Hieronder verstaan we stromingen in de kunst die hun zuivere bakermat in Europa vinden/vonden.

## Vroege middeleeuwen
- Vroegchristelijke kunst
- Byzantijnse kunst
- Keltische kunst
- Merovingische kunst
- Karolingische kunst
- Ottoonse kunst

## Hoge middeleeuwen
- Romaanse kunst
- Scheldegotiek: romaans-gotische overgang [bron?]
- Gotiek
  - Vroeggotiek 1122-1200
  - Rayonante gotiek (Hooggotiek) 1200-1350
  - Internationale gotiek 1370-1415

## Late middeleeuwen
- Flamboyante gotiek 1450-1550

## Renaissance
- Vroegrenaissance
- Hoogrenaissance
- Maniërisme
- Noordelijke renaissance
- Classicisme
- Secularisme
- Monumentalisme
- Humanisme
- Idealisme
- Perspectivisme
- Illusionisme

## Barokperiode
- Barok
- Barok-classicisme
- Allegorisme
- Piëtisme
- Sektarisme
- Gesturalisme
- Emotionalisme
- Caravaggisme
- Rococo
- Academisme
- Neoclassicisme
- Régence
- Italianisanten

## 19de eeuw
- Art nouveau (Jugendstil)
- Arts-and-craftsbeweging
- Pre-Rafaelitische Broederschap
- Cranbrook Colony
- Decadentisme
- Eclecticisme
- Empire
- Estheticisme
- Impressionisme
- Materialisme
- Mediëvalisme
- Naturalisme
- Neogotiek
- Neo-impressionisme
- Neoclassicisme
- Neorenaissance
- Oriëntalisme
- Pointillisme
- Postimpressionisme
- Prerafaëlieten
- Realisme
- Romantiek
- Secessionisme en sezession
- School van Barbizon
- Symbolisme

## Modernisme
- Abstract-impressionisme
- Antirealisme
- Cobra
- Constructivisme
- Dadaïsme
- Expressionisme
- Fauvisme
- Futurisme
- Informele schilderkunst
- Kubisme
- Moderne kunst
- Modernisme
- Neoplasticisme
- Plasticisme
- Primitivisme
- Sociaal realisme
- Spatialisme
- Suprematisme
- Surrealisme

## Postmodernisme
- Postmodernisme
- Conceptuele kunst
- Neoconceptualisme
- Neo-expressionisme
- Minimalisme
- Sensationalisme

## 20ste eeuw
- Art deco
- Animisme
- Nervia
- Sociaal realisme
- Nieuwe zakelijkheid
- Avant-garde
- Bauhaus
- Kubisme
- Dadaïsme
- Assemblagekunst
- Futurisme
- Metafysische schilderkunst
- Magisch realisme
- Surrealisme
- Naïeve kunst
- Cobra
- Op-art
- Happening
- Fluxus
- Videokunst
- Performance
- Biomorfische schilderkunst
- Informele schilderkunst
- Existentiële kunst
- Popart
- Kapitalistisch realisme
- Nieuwe figuratie
- Arte povera
- Fundamentele kunst
- Outsider art
- Nieuw realisme
- Conceptuele kunst
- Nieuwe Wilden
- Graffiti
- Bodyart
- Mail art
- Land art
- Neorealisme
- Noordelijk realisme
- Zero

## 21ste eeuw
- Onafhankelijk realisme
- Planetarisme
- Toyisme
- Business-art
- Digitale kunst
- Line-art